# El Tejocote, Tianguistenco
El Tejocote är en ort i Mexiko.   Den ligger i kommunen Tianguistenco och delstaten Mexiko, i den sydöstra delen av landet, 50 km sydväst om huvudstaden Mexico City. El Tejocote ligger 2 576 meter över havet och antalet invånare är 110.
Terrängen runt El Tejocote är platt åt nordväst, men åt sydost är den kuperad. Runt El Tejocote är det tätbefolkat, med 735 invånare per kvadratkilometer. Närmaste större samhälle är Toluca, 16,9 km nordväst om El Tejocote. Trakten runt El Tejocote består till största delen av jordbruksmark.